# Beseit
Beseit és una vila i municipi del Matarranya, a la província de Terol (Aragó).

## Ubicació
Lo municipi de Beseit, situat a l'extrem sud-oriental de la comarca del Matarranya, al punt on esta limita amb Terra Alta, Baix Ebre i el Montsià, té una superfície de 96,8 km². És lo segon de la comarca, en extensió, superat solament per Vall-de-roures, amb lo que limita al nord i a l'oest. La resta de límits los estableix amb municipis d'altres comarques, segons una divisòria que és també avui la de les províncies de Terol i Tarragona. Termeneja al sud amb La Sénia, al sud-est amb Tortosa i Alfara de Carles i a l'est amb Arnes.

## El terme
Té 631 habitants (INE 2008) i una extensió de 96,8 km². Està situat al peu dels Ports de Beseit. Pel seu terme municipal hi passa el tram alt del riu Matarranya, i els seus afluents Ulldemó, Algars, i riu Pena, amb congostos com lo del Parrissal i tolls com los de la Peixquera, que juntament amb les serres i boscos de pi negral conformen un dels paisatges muntanyosos més bonics i turístics de tot l'Aragó.
La temperatura mitjana anual és de 12,6° i la precipitació anual, 800,2 mm.

## Toponímia
Segons Coromines lo nom de Beseit deriva de l'àrab bayt Zayd, بيت زيد la casa de Zayd. L'existència a l'Aragó de diversos topònims que inclouen la paraula Zayd (Calaceit, Saidí, la Zaida, Binaced, etc.), 
suggereix la presència de la minoria xiïta zaydí en los districtes a l'est de Saraqusta

## Hidrografia
El riu de la Pena assenyala a l'oest lo límit de Beseit amb Vall-de-roures. Lo barranc de Formenta neix sota la mola del Boixet, de 1 244 metres d'altitud, ressegueix lo peu del massís de la punta de l'Aliga i desaigua al riu de la Pena.
Lo Matarranya entra en lo terme de Beseit amb Vall-de-roures pel congost del Parrisal, cenyit a la seua esquerra per les Gúbies i a la dreta per les moletes d'Arany. Lo congost del Parrisal, de 4 km de longitud, és un indret de singular bellesa. Lo riu passa engorjat entre penya-segats que en alguns punts assoleixen los 60 metres d'elevació, mentre que l'amplada tot just sobrepassa els 3 metres. Unes passeres de fusta, fixades al mur del roquer, donen continuïtat al camí que voreja el riu i permeten d'accedir a la seua capçalera. Lo tossal de l'Algaret, de 1 082 metres d'altitud, separa les conques del Matarranya i del barranc de Formenta.

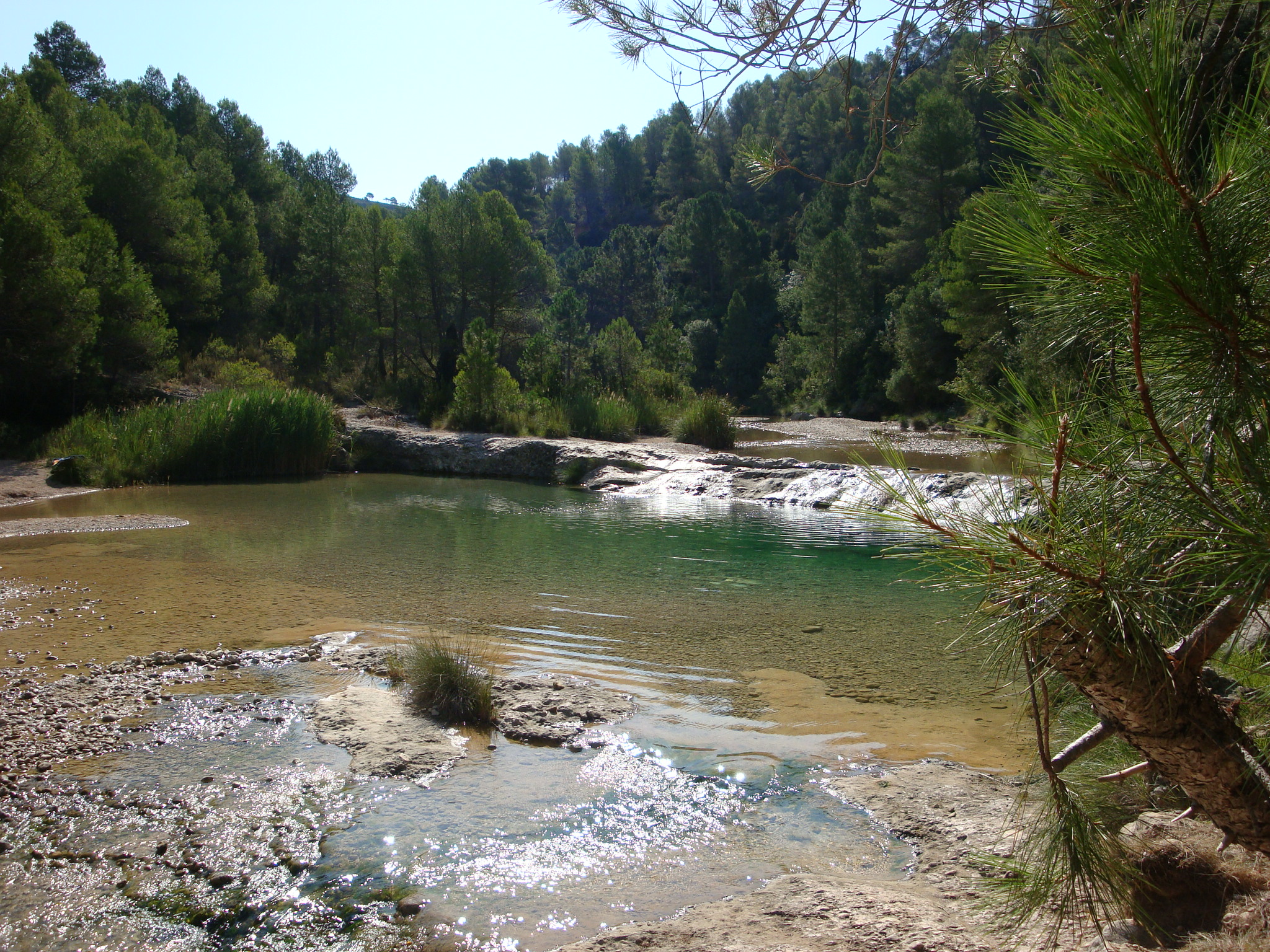
Magnifica vista del riu Ulldemó

Lo riu d'Ulldemó neix a la pertinença de la Mola de Catí del terme de Tortosa. Travessa els estrets del Regatxol i el racó de les Olles, deixa a la seua esquerra les puntes de Niern, de 1 046 metres, i forma un doble meandre al racó de Sant Antoni. Prop d'este punt, aigua amunt, hi ha les cadolles anomenades los pous de la Pesquera, a les quals se pot accedir des de la vila per un bon camí carreter.
Lo riu Ulldemó rep per la dreta el barranc de na Graus, lo qual drena la vall que es forma, en sentit E-W, entre els vessants de ponent del massís de Penya Galera i la carena de tossals que separen los termes de Vall-de-roures i Beseit. Desaigua al Matarranya sota el nucli urbà de la vila.
Lo riu d'Algars i el barranc de la Paridora, situat a la seua capçalera, estableixen los límits amb lo terme d'Arnes.
Lo pantà de la Pena, al riu del mateix nom, és a la divisòria entre Beseit i Vall-de-roures. Té una capacitat d'uns 20 milions de metres cúbics. La seua construcció, començada l'any 1919, fou enllestida el 1930. Durant les obres hi treballaren permanentment unes 180 persones dels pobles de la rodalia, la majoria de Beseit, Vall-de-roures i Pena-roja de Tastavins. Pel juliol de 1925 los obrers hi protagonitzaren la primera vaga industrial de la comarca i durant tres dies los treballs se deturaren. Lo pantà de la Pena rep una part de les aigües de la conca del Matarranya les quals, desviades mitjançant un assut bastit darrerament al Parrisal, hi són aconduïdes per un canal subterrani de 3 km de longitud que travessa els Garrigons. Des de Beseit s'accedeix al pantà per l'antic camí de Pena-roja, ample i planer, que travessa la Solana de la Caixa. Una carretera local, que segueix lo curs del Matarranya, uneix Beseit amb Vall-de-roures. Una altra carretera local s'enfila entre el tossal de l'Algaret i l'alt de la Maçanera fins al racó de Patorrat, mentre que una altra ressegueix lo curs del riu d'Ulldemó.
Als rius del terme, especialment al Matarranya, són abundants los peixos. Ja al segle xv gaudien de gran anomenada. Lo 13 de gener del 1420 la reina Maria de Castella, muller d'Alfons el Magnànim, demanava a les viles de Beseit i Vall-de-roures lo proveïment de truites per a nodrir la cort durant los dies d'abstinència.

## Lo relleu

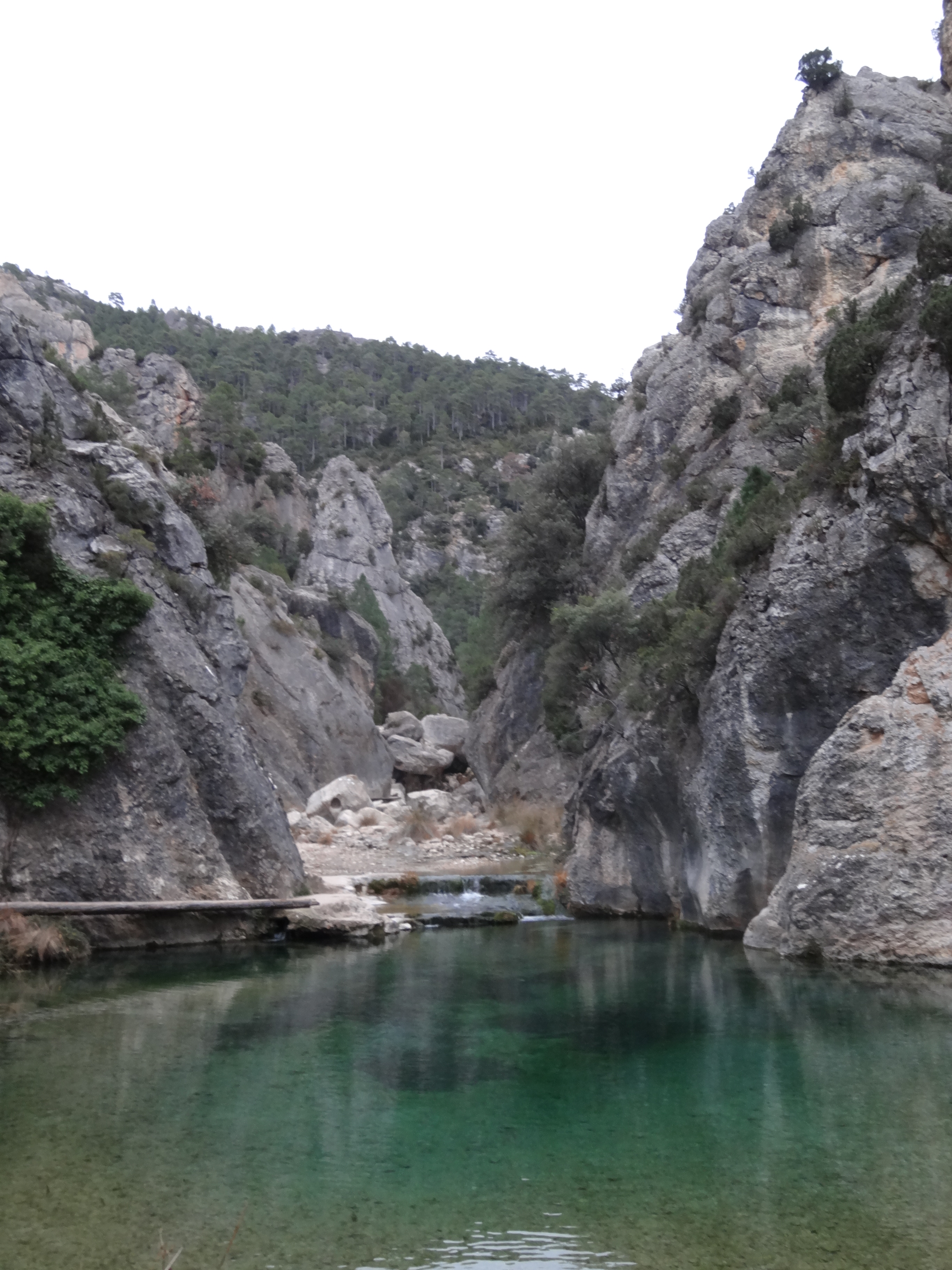
Gúbies del Parrissal al Matarranya, (desembre 2012)

Les característiques del territori de Beseit, totalment muntanyós, són inadequades per al conreu, al qual se dediquen solament 621 ha. i el terme, amb un percentatge del 93,59 de terres incultes, esdevé el menys aprofitat de la comarca. Los conreus principals, al secà, són les oliveres, los ametllers, la vinya i els cereals. Les terres de regadiu, situades principalment a les vores del Matarranya, prop de la vila, es dediquen a la producció d'hortalisses, patates i fruita. Los sectors muntanyosos del terme són coberts de pinedes i alzinar. Hi ha també garrigars i pastures.
Al sector muntanyós del terme de Beseit hi viu la cabra salvatge ibèrica. La cacera d'est animal és regulada per un extens vedat. Los veïns de Beseit pateixen, sobretot al principi de l'hivern, les corregudes de les cabres damunt los camps de conreus situats a la vora dels boscs; a la vegada, però, gaudeixen de merescuda fama de caçadors furtius.

## Indústria
La indústria paperera de Beseit, avui desapareguda completament, existia a la vila des del segle xiv. A la fi del xviii quedava el record de l'existència, en anys precedents, d'una farga, forns de vidre i tintoreries. Lo 1773, davant lo santuari de Santa Anna, fou bastida una fàbrica de paper blanc la qual l'any 1779 fou engrandida per fabricar-hi paper d'estrassa. Lo 1787 i el 1792 s'edificaren dues fabriques de paper, prop del Pon Nou, a l'aiguabarreig del Matarranya amb lo riu d'Ulldemó. Lo 1790 es posa en servei una fabrica de paper fi damunt de la vila i el 1794 dos mercaders francesos, residents a Tortosa, s'associaren amb un veí de Beseit i bastiren una fàbrica, aigua avall del Pont Nou, la qual abans de ser inaugurada sofrí una inundació a conseqüència d'una riuada del Matarranya, que en aquell punt pujà 33 pams per damunt del seu nivell normal.
A mitjan segle xix hi havia nou fàbriques, set en producció i dues de rònegues. Sis fabricaven paper fi i una paper d'estrassa. Les indústries de Beseit passaven llavors, mals moments per la competència que els feien les fàbriques de paper que havien ja adoptat lo procediment continu. Hi havia, també, a la vila, un molí draper i dos molins de farina. Lo vi constituïa un dels productes principals i era exportat vers Tarragona i Reus. Hi havia també dues fassines d'aiguardent.
Durant lo primer quart del segle XX se fabricava a Beseit paper d'estrassa, paper de barba i, sobretot, cartolina per a fer jocs de cartes. Lo paper s'enviava a Barcelona i de la vila sortien rècules de fins a vuit mules. Lo 1936 hi havia vuit fàbriques en funcionament, de les quals disposaven cadascuna del seu propi saltant d'aigua i s'escalonaven al llarg de tres quilòmetres a la vora del Matarranya. Hi havia també una central elèctrica de poca potència. Al Parrissal s'explotaren, anys enrere, dues mines de carbó. L'una, la Mina Vella, era a la dreta del riu i l'altra, situada a la riba contrària, fou la darrera a tancar. Durant molts anys i va haver les restes del carregador i del transportador aeri que baixaven lo lignit. Prop del Mas de Formenta s'explotà fa anys la mina de la Vall de Redó. Avui només són en producció els jaciments d'argiles refractàries, amb una extracció anual de l'ordre de les 3 000 tones.

## Castell de Beseit
Vila d'origen àrab aturonada i prou envoltada pel curs del riu Matarranya. Al començament del segle xiii es va construir un palau i es va emmurallar. Actualment, a la vora d'un penya-segat i al cim del caseriu, subsisteix una gran casa de pedra anomenada el Palau, encara habitada, que podria ser l'esmentat palau del segle xiii. De les muralles queden les torres-porta de Sant Gregori, Sant Roc i Vilanova.

## Història
El territori de Beseit, comprès dins la donació que feu Ramon Berenguer IV a la vila d'Alcanyís, l'any 1157, fou reconquerit el 1169 pels estols del comte de Barcelona amb l'ajut dels cavallers dels ordres militars.
El 24 de juliol de 1175, Alfons el Cast, fill de Ramon Berenguer IV, feu donació a l'arquebisbe de Saragossa i a l'església de Sant Salvador d'aquella ciutat, a perpetuïtat, dels termes de la Pena d'Asnarlagaia, els quals comprenien el territori de Beseit. L'arquebisbe i el capítol enfeudaren el territori al canonge Fortuny Robert, el qual al morir el deixà, a parts iguales, a la seva filla i al seu nebot. El bisbe de Tortosa s'oposà a la cessió feta per Alfons el Cast a la seu aragonesa i interposà un llarg plet, que durà fins a l'any 1210, sense reeixir-ne. El 1210 ja hi havia església a Beseit, la qual ala fi dels segle xiii era servida per un vicari. El 1280 pertanyia al bisbat de Saragossa. El 1324 l'església era sota l'advocació de Sant Bartomeu- En un document signat, el 8 d'octubre de 1308, Guillem d'Oteiza, senyor de Vall-de-roures, Martí Peres d'Oteiza, senyor de Massalió, el terme i la vila de Beseit hi figuren com a part integrant del territori de Vall-de-roures.
El 1312 fou autoritzada la construcció d'una nova església a la vila en substitució de la primitiva. Les obres, per`, no foren començades fins passats molts anys.
Brots de bandolerisme feren aparició a la contrada al llarg del segle xvi i obligaren els pobles a crear una força mancomunada per tal de defensar-se'n. Joan Roio, síndic de Beseit, manà alguns anys aquesta milícia.
Al principi del segle xviii a l'esclat de la Guerra de Successió Espanyola, Beseit fou la vila capdavantera a abraçar la causa de l'arxiduc Carles. Els filipistes atacaren la vila, manats pel capità Crostels, mentre que els austriacistes eren a les ordres de Josep Tello. El primer de juliol de 1708 les tropes borbòniques entraren a la vila, on incendiaren nombroses cases, cremaren el Palau, edifici notable de la vila, i saquejaren l'ajuntament. Estev Gil i altres voluntaris de Vall-de-roures que havien acudit a Beseit, en socors dels defensors, foren executats aquell mateix dia per les forces assaltants.
Durant la Guerra del Francès, el 20 de maig de 1809, les tropes angleses, amb l'ajuda de voluntaris de tota la contrada, derrotaren els francesos a Beseit i els obligaren a retirar-se fins a Alcanyís. Refets de la desfeta, el 12 d'octubre els francesos assetjaren i prengueren Vall-de-roures i prepararen l'assalt a Beseit. El 14 d'octubre ocuparen amb la cavalleria el coll de les Forques mentre la infanteria avançava vers la vila seguint les vores del Matarranya. Els de Beseit, ajudats per molts fugitius de Vall-de-roures, tancaren les portes de la murada i fins al 24 resistiren les escomeses dels assaltants. el poble fou incendiat i saquejat i es perderen l'arxiu municipal i els objectes del culte de l'església.
Nombroses partides de bandolers feren aparició després per la contrada. La situació geogràfica de Beseit propiciava l'ocultació d'aquests escamots a les muntanyes que environen la vila. Bernat Borràs, cap d'un d'aquests escamots, es presentà a la vila el 27 d'agost de 1810 i prengué diners i queviures.
En esclatar la primera guerra carlina, malgrat les visites que feu a la població Enric Montañes, partidari de la revolta que havia proclamat el baró d'Herbers, la vila es mostrà majoritàriament liberal. El 30 de setembre del 1834 Beseit rebutjà, amb una guarnició de 70 homes, comandats pel capità Josep Foz, el sotstinent Miquel Rodríguez i el sergent Domènec Tello, l'escomesa dels exercits carlins. Més tard, però, la vila fou conquerida per Cabrera, Carnicer i Quílez i esdevingué un dels punts forts dels insurrectes. Amo de Beseit, Cabrera convertí la vila en el seu quarter general. Hi bastí un molí d'oli i un de farina per a proveir les seves tropes, instal·là la intendència militar i també una impremta. construí un fortí damunt la Fàbrica Cremada, al pas del Parrissal, i un altre al coll de les Forques, damunt de la font de la Palla. Les restes d'aquestes fortificacions, conegudes amb el nom de forts de Cabrera, són encara avui visibles. Una és formada per dues torres, molt malmeses, de planta rodona i part del mur de defensa. L'altra consta solament d'una murada circular, d'uns deu metres de diàmetre, amb les espitlleres corresponents per als canons i els fusells. El 1840 el general cristí Zurbano atacà la vila i la prengué als carlins, els quals, en abandonar-la, cremaren les fàbriques i aterraren les fortificacions.
El 1915 es fundà a Beseit el Centre Obrer i poc després la Societat de Socors Mutus La Protecció i una cooperativa de consum. El 1931 fou fundat el Centre d'Acció Republicana. Cap al 1930 Crusafont i Cid afirmen <<Beseit se us presenta pobre, miserable, però simpàtic de conjunt: quatre carrers escalonats, enllosats sense miraments i unes quantes cases rústegues>>, tota la vida, continuen, li ve del Matarranya; hi havia una pedrera abandonada per a la qual es construí una via fèrria per a les vagonetes.

## Demografia
La població de Beseit era de 1.898 h. a mitjan segle xix (1857), que representa només un guany relatiu al cens del 1787 (1.239 h). Lo 1877 n'assolí 2.069 i a l'acabament del segle, l'any 1900, en tenia 2.158. Al llarg del segle XX la població va anar disminuint a causa sobretot de l'emigració. Lo 1930 en tenia 1.660, i el 1960 baixà a 1.178 h. i el 1965 en tenia 1.122. Lo 1970 havia baixat a 1.003 h., lo 1975 a 810 i el 1981 a 723.

## LaviladeBeseit

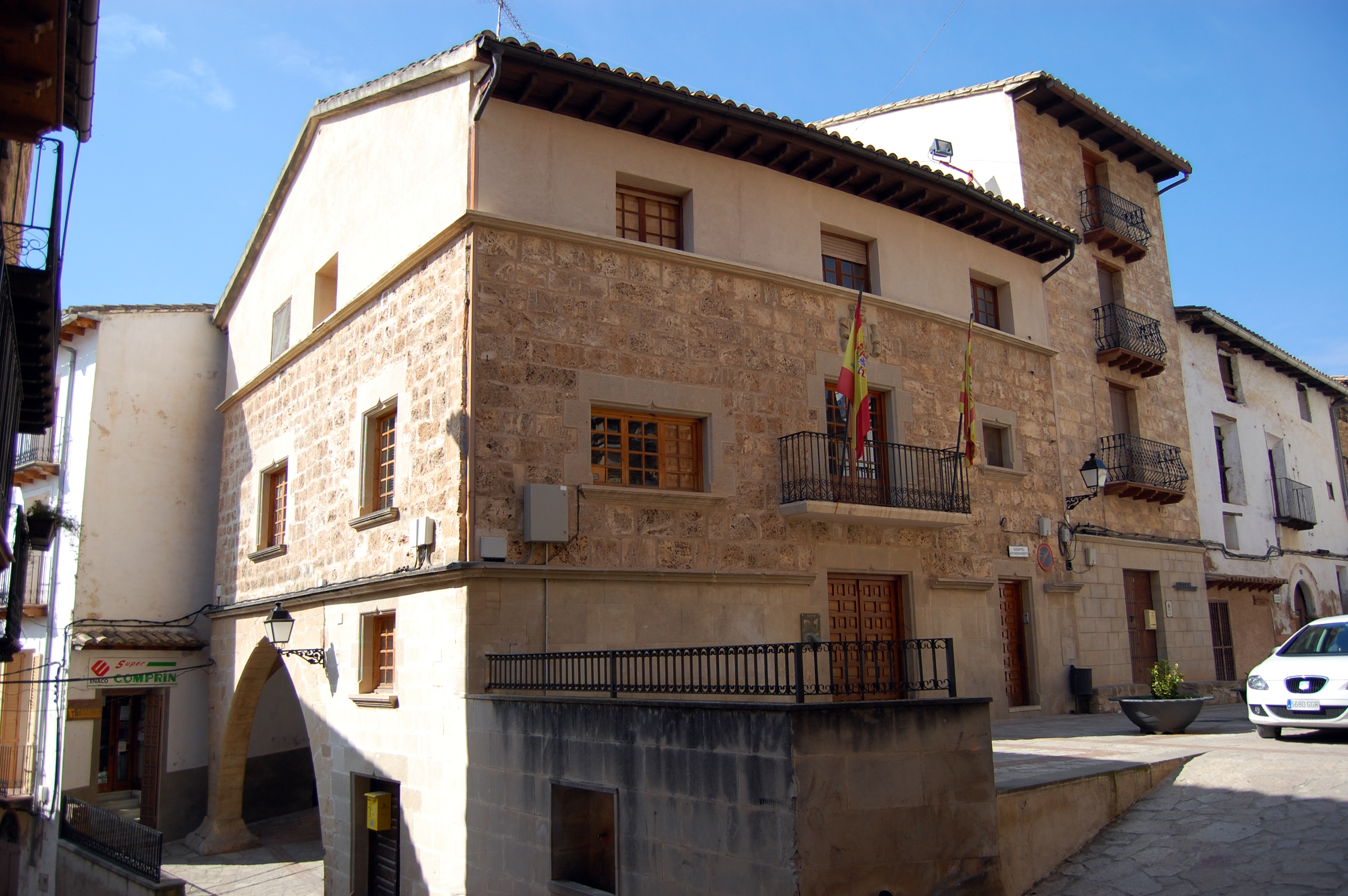
Casa de la vila de Beseit

La vila és situada a la riba del Matarranya, a 577 metres d'altitud, en un turó que domina l'eixamplament de la vall del riu, a redós de la serra de les Escales.
El nucli principal, situat al marge dret, té a la part superior les restes de la murada del primitiu recinte clos lo qual conserva encara el nom de Vilaclosa. Un segon recinte, de construcció més tardana, segurament del segle xvi, és al voltant del primer. Lo clos de la vila tenia set portals d'accés dels quals, avui, cinc resten dempeus. Lo Portal de Vilanova és lo que dona accés a la vila des de la carretera. La construcció, amb pedra carreuada, és en arc de mig punt i a la banda de fora vila, al damunt, figura un escut de la vila. Lo Portal del Coll, dit també el Portalet, és un arc de dovelles de mig punt. Hi figura la data de 1588. Lo portal de Sant Roc, arredossat al mur posterior de l'església parroquial, té al damunt, dins l'antic clos, la capella dedicada a este sant, al qual la vila feu un vot i dedicà una festa amb motiu d'una epidèmia de pesta que assolà la vila el segle xii. Lo portal del Carrer Pla és format per un arc escarser. Lo portal de Sant Gregori, el més antic de la vila segons la tradició popular, és al costat de la capella d'este sant, la qual és situada en una balconada al damunt del carrer. Uns amplis portellons tanquen la capella i només són oberts en festes assenyalades. Lo portal, tot de carreus, és un arc ogival rebaixat. Un escut representant una lluna minvant és atribuït al comanador del Temple Pere Llop de Luna.
La majoria dels carrers són estrets i pendents, de traçat irregular, però ben pavimentats. Les cases tenen vistosos ràfecs que les protegeixen de les nevades. Hi ha molts edificis de pedra carreuada corresponents als segles xvii i xviii. Una resclosa, situada al riu, damunt la vila, desvia les aigües vers un canal que les acondueix fins lo poble i alimenta els rentadors i els regadius extramurs.
La casa de la vila, situada a la plaça, té els baixos de llotja, construïda amb arcs ogivals, i al primer pis les dependències municipals. A la façana del carrer de Vilaclosa hi ha les restes d'un antic portal del primitiu nucli urbà. En una finestra figura la data del 1595.
L'església parroquial, dedicada a Sant Bartomeu, és al bell mig de la vila. La construcció de l'actual temple fou enllestida l'any 1680. Al mateix lloc hi havia abans l'antic temple romànic, dedicat també a Sant Bartomeu, i algunes cases que foren aterrades per bastir-lo i fer la plaça que hi ha davant. És de planta de creu llatina, amb cimbori al creuer, i campanar de planta vuitavada. La façana, d'estil barroc fou construïda l'any 1782. Durant la guerra civil de 1936-39 foren cremats tots los retaules que hi havia.
Al marge esquerre del riu hi ha la barriada de la capella de Santa Anna, limitada pels barrancs de les Voltes i dels Olivars. La capella d'una sola nau amb atri, fou bastida l'any 1621. Un pont d'arc de mig punt, bastit damunt lo Matarranya, posa en comunicació els dos nuclis de la vila.
A l'extrem superior del nucli urbà, al costat de la carretera que duu al Parrissal hi ha un calvari clos, destruït durant la guerra i refet l'any 1940.
Als pendents de ponent de la mola de Sant Miquel, situada a la dreta del Matarranya, damunt la vila, hi ha arredossada a la Masia de Sant Miquel, una capella de Sant Miquel.
Hom parla de l'existència d'una vila romana a l'indret on avui és lo santuari de Santa Anna. Algunes restes de civilització primitiva han estat trobades a diferents indrets del terme; manquen, però, estudis seriosos que permetin d'autentificar-les i datar-les.
A 4 km de la vila, prop del Parrissal, a la riba esquerra del Matarranya, hi ha un paret de roca calcària on hi ha unes pintures d'interès. De manera esquemàtica representen homes i cavalls. Cinc figures representen homes dalt lo cavall, a vegades drets damunt de l'animal, i hi ha dos cavalls aïllats. Són pintats amb detall alguns trets anatòmics: orelles, fal·lus i d'altres. Alguns autors les daten a l'edat de bronze.

## Festes
La Festa Major de la vila de Beseit se celebra per sant Bartomeu apòstol (24 d'agost) i sant Eutropi (del 23 al 26 d'agost). Per sant Antoni Abat, 17 de gener, es fa la tradicional foguera a la plaça. Abans se representava el ball parlat de Sant Antoni, obra en vers, en la qual los personatges parlaven en castellà excepte el que representava l'home rústec que s'expressava en català. Per la mateixa diada es cantaven los dits o la lloa, en català, de contingut satíric.